# Disney's Extreme Skate Adventure
Disney's Extreme Skate Adventure est un jeu vidéo (skateboard) de sport développé par Toys for Bob et édité par Activision, sorti en 2003 sur GameCube, PlayStation 2, Xbox et Game Boy Advance.
Basé sur le moteur de Tony Hawk's Pro Skater 4, il met en scène des personnages des dessins animés Tarzan, Toy Story, Toy Story 2 et Le Roi lion.

## Accueil
- Jeux vidéo Magazine : 12/20 (PS2)[1]
- Jeuxvideo.com : 15/20 (PS2/GC/XB)[2] - 12/20 (GBA)[3]